# Кирик Марина Володимирівна
Мари́на Володи́мирівна Кири́к (* 1997) — українська триатлоністка. Чемпіонка світу з акватлону. Майстер спорту України з плавання.

## З життєпису
Народилася 1997 року у місті Київ. 2011 року здобула перемогу на чемпіонаті України в басейні серед юніорів. Підписала контракт з національною збірною з плавання, в складі якої була до 2019 року. Вихованка львівської школи триатлону.
Багаторазова чемпіонка і призерка чемпіонатів України з плавання в басейні та на відкритій воді.
Переможниця та призерка міжнародних турнірів з плавання.
Учасниця Чемпіонатів Європи, етапів Кубка світу, Чемпіонату світу-2017 — на дистанціях 5 і 10 км.
У 2019 році закінчила два факультети в ЛДУФК: тренерський (з відзнакою) і факультет фізичної реабілітації.
Триатлоном почала займатися у 2019 році; тренер — Шевчук Анатолій Миколайович.
У 2020 році здобула бронзову медаль чемпіонату України з триатлону на олімпійській дистанції серед жінок; виконала норматив майстра спорту України з триатлону.
2021 року підписала контракт із збірною командою України з триатлону.
Батько — майстер спорту міжнародного класу, мама — майстер спорту.
Чемпіонат світу з акватлону 2022 (Словаччина) — бронзова нагорода.
Чемпіонат Європи з акватлону-2023 (Бельгія) — срібна нагорода. Тріатлон на Європейських іграх 2023 — 39-та позиція.
23 серпня 2024 року здобула золоту нагороду на чемпіонаті світу в австралійському місті Таунсвілл. Дистанцію, яка складалася з двох бігових етапів і плавання, українка подолала за 32 хвилини та 17 секунд (всього 5 кілометрів бігу та 1 км плавання) і відірвалася від найближчої суперниці на півхвилини.